# Митташ, Альвин
Альвин Митташ, полное имя — Пауль Альвин, серболужицкий вариант — Павол Альвин Миташ (нем. Alwin Mittasch, в.-луж. Alwin Pawol Mitaš; 27 декабря 1869 года, село Дажин, Лужица, Германия — 4 июня 1953 года, Гейдельберг, Германия) — серболужицкий и немецкий учёный-химик и профессор.

## Биография
Родился 27 декабря 1869 года в многодетной семье учителя в лужицкой деревне Дажин в окрестностях города Либий. В 1883 году поступил в педагогическое училище в Будишине, которое окончил в 1889 году. С 1889 по 1982 год работал помощником учителя в народных школах в лужицких деревнях Клюкш и Коморов. С 1892 года работал учителем в Лейпциге. Посещал лекции на химическом факультете Лейпцигского университета. В 1895 году поступил в Лейпцигский университет, по окончании которого был ассистентом в физико-химическом институте, где работал под руководством Вильгельма Оствальда. В 1901 году получил докторскую степень в области химии. В 1903 году работал аналитическим химиком на шахтах около Стольберга и с 1904 года — в исследовательской лаборатории на Баденской содово-анилиновой фабрике (BASF) в Людвигсхафене, где был ассистентом Карла Боша. С 1921 года по 1933 год был директором химической лаборатории в Оппау. В 1933 году после смерти старшего сына вышел на пенсию и проживал в Гейдельберге до своей кончины в 1953 году.
Его именем названа улица в Гейдельберге.

## Научная деятельность
В своей исследовательской деятельности занимался катализаторами. В 1911 году вместе с Карлом Бошем участвовал в изобретении аппарата по синтезу аммиака. Зарегистрировал около 80 изобретений. За свою научную деятельность получил почётное звание доктора химии.

## Сочинения
- Über die chemische Dynamik des Nickelkohlenoxyds. Диссертация, Leipzig 1902.
- Kurze Geschichte der Katalyse in Praxis und Theorie. 1939.
- Von der Chemie zur Philosophie. Ausgewählte Schriften und Vorträge. 1948.
- Geschichte der Ammoniaksynthese. Verlag Chemie, Weinheim 1951.
- Erlösung und Vollendung. Gedanken über die letzten Fragen. 1953.